# کتاهوولا (لوئیزیانا)
کتاهوولا (به انگلیسی: Catahoula) شهری در ایالت لوئیزیانا کشور ایالات متحده آمریکا است که جمعیت آن در سرشماری سال ۲۰۱۰ میلادی، ۱٬۰۹۴ نفر بوده‌است.